# داستان اسباب‌بازی ۳
داستان اسباب‌بازی ۳ (به انگلیسی: Toy Story 3) یک پویانمایی رایانه‌ای سه بعدی آمریکایی محصول ۲۰۱۰ در ژانر کمدی-درام است که توسط استودیو انیمیشن پیکسار از شرکت والت دیزنی پیکچرز منتشر شد. این سومین قسمت از مجموعه فیلم‌های داستان اسباب‌بازی و دنباله داستان اسباب‌بازی ۲‌ (۱۹۹۹) است. کارگردان این فیلم لی آنکریچ می‌باشد. او تدوین‌گر دو فیلم اول بود و در کارگردانی قسمت دوم همکاری کرد. تهیه‌کنندگی این فیلم را دارلا کی. اندرسون و نویسندگی آن را مایکل آرندت برعهده داشت. داستان اسباب‌بازی ۳ با کارگردانی لی آنکریچ در ۱۸ ژوئن ۲۰۱۰ در آمریکا اکران شد. تام هنکس، تیم آلن، جون کیوسک، دان ریکلس، والاس شاون، جان راتزنبرگر، استل هریس، جودی بنسون، جان موریس، آر. لی ارمی و لائوری مِتکالف همه نقش‌هایی را که در قسمت‌های گذشته داشته‌اند، در این فیلم تکرار می‌کنند. جیم وارنی، که نقش سگ اسلینکی را در دو قسمت ابتدایی بر عهده داشت، پس از انتشار دومین قسمت این فیلم، در سال ۱۰ فوریه ۲۰۰۰، جان خود را از دست داد و بلیک کلارک جایگزین او شد. ند بیتی، مایکل کیتون، ووپی گلدبرگ، تیموتی دالتون، کریستین شال، بانی هانت و جف گارلین صداپیشگی شخصیت‌های جدید را برعهده دارند. داستان این فیلم دربارهٔ اندی دیویس (موریس) که اکنون ۱۷ ساله است، درحال رفتن به دانشگاه است. وودی (هنکس)، باز لایتیر (آلن) و بقیه اسباب‌بازی‌ها به‌طور تصادفی توسط مادر اندی (متکالف)، به مهدکودک سانی‌ساید اهدا می‌شوند و اسباب‌بازی‌ها باید تصمیم بگیرند دنبال یک صاحب وفادار بگردند.
داستان اسباب‌بازی ۳ در ۱۸ ژوئن ۲۰۱۰، در ایالات متحده آمریکا اکران شد و مانند دو قسمت قبلی، مورد تحسین گسترده منتقدان قرار گرفت و منتقدان از فیلم‌نامه، موسیقی و وزن احساسی انیمیشن تعریف و تمجید کردند. این فیلم در سال ۲۰۱۱ در هشتاد و سومین دوره مراسم اسکار برنده جایزه اسکار بهترین پویانمایی و بهترین ترانه اوریجینال و نامزد بهترین فیلم‌نامه اقتباسی، بهترین فیلم و بهترین تدوین صدا شد. این فیلم با بودجه‌ای ۲۰۰ میلیون دلاری ساخته شد و ۱ میلیارد دلار در سراسر جهان فروش کرد. داستان اسباب‌بازی ۳، اولین انیمیشنی بود که بیش از ۱ میلیارد دلار فروش در سراسر جهان کسب کرد که آن را پرفروش‌ترین فیلم سال ۲۰۱۰ و نهمین فیلم پرفروش تاریخ سینما تبدیل می‌کند. همچنین این انیمیشن نامزد بهترین فیلم سال در جشنواره اسکار شد. این نامزدی یک اتفاق نادر برای یک انیمیشن است و فقط سه انیمیشن نامزد بهترین فیلم سال شدند.
دنباله این فیلم تحت عنوان داستان اسباب‌بازی ۴ در سال ۲۰۱۹ اکران شد.

## داستان
اندی دِیویس، ۱۷ ساله، کمتر از سه روز تا رفتن به دانشگاه فاصله دارد. اسباب بازی‌هایش، دربارهٔ آینده نامعلومشان نگرانند. اندی، وودی را انتخاب می‌کند تا با خود به کالج ببرد، ولی دوستانش یعنی بقیه اسباب بازی هابه‌طور ناخواسته سر از مهدکودکی درمی‌آورند که توسط گروهی اسباب بازی تبهکار اداره می‌شود.

## صداپیشگان
- تام هنکس در نقش کلانتر وودی با صدای منوچهر والی زاده
- تیم آلن در نقش باز لایتیر با صدای حسین عرفانی
- جون کیوسک در نقش جسی با صدای مینو غزنوی
- ند بیتی در نقش لوتسو با صدای ناصر طهماسب
- جان موریس در نقش اندی با صدای حسین سرآبادانی
- دان ریکلس در نقش آقای سیب‌زمینی با صدای منوچهر اسماعیلی
- مایکل کیتون در نقش کن
- بلیک کلارک در نقش سگ اسلینکی با صدای حسین خدادادبیگی
- والاس شاون در نقش رکس با صدای اکبر منانی
- جان راتزنبرگر در نقش هام با صدای محمد عبادی
- استل هریس در نقش خانم سیب‌زمینی با صدای معصومه آقاجانی
- جودی بنسون در نقش باربی
- تیموتی دالتون در نقش آقای ترکلپانتس
- کریستین شال در نقش تریکسی

## تولید
طبق قرارداد پیکسار و شرکت والت دیزنی، مالکیت تمامی شخصیت‌های انیمیشنی خلق شده توسط پیکسار با دیزنی بود. علاوه بر این، دیزنی حق ساخت دنباله برای تمام فیلم‌های قرارداد از جمله داستان اسباب بازی و انیمیشن ماشین‌ها را داشت؛ هرچند که حق اولویت برای کار روی این دنباله‌ها با پیکسار بود. در سال ۲۰۰۴، زمانی که مذاکرات پرتنش بین دو شرکت احتمال جدایی آن‌ها را به وجود آورده بود، مایکل آیسنر، رئیس هیئت مدیره دیزنی در آن زمان، برنامه‌هایی برای تولید داستان اسباب‌بازی ۳ در استودیوی جدید دیزنی به نام Circle Seven Animation را آغاز کرد. تیم آلن، صداپیشه باز لایتیر، اعلام کرد که حتی با وجود نبودن پیکسار در این پروژه، حاضر است دوباره به این نقش بازگردد. قرار بود این فیلم در بهار ۲۰۰۸ به صورت سینمایی اکران شود.
بردلی ری‌موند، که پیش از این انیمیشن‌های نمایش خانگی (معادل Direct-to-video) دیزنی مانند گوژپشت نتردام ۲ .۲۰۰۲ و شیر شاه ۱½ .۲۰۰۴ را کارگردانی کرده بود، برای کارگردانی داستان اسباب‌بازی ۳ انتخاب و به استودیوی Circle Seven Animation دعوت شد. یکی از سناریوها، فیلمنامه‌ای از بیل و چری استینکلنر، نویسندگان سریال تلویزیونی حیوان خانگی معلم. ۲۰۰۴ بود. ایده آن‌ها برای فیلم این بود که اندی و اسباب‌بازی‌هایش (کلانتر وودی، باز لایتیر، هام، رکس، اسلینکی، مستر پوتیتوهد، جسی، و بولسای) به خانه مادربزرگش می‌روند چون اتاق او در حال بازسازی است. در این داستان که به سبک معمای «کی دزدید؟» نوشته شده بود، یک سری از اسباب‌بازی‌های اندی و شخصیت‌های جدیدی به نام‌های هی-هی و گلادیولا تلاش می‌کنند تا بفهمند چه کسی اسباب‌بازی‌ها را یکی‌یکی می‌دزدد. اگرچه این فیلمنامه رد شد، اما دیزنی به قدری تحت تأثیر قرار گرفت که این فیلمنامه برای تولید احتمالی دنباله چهارم در نظر گرفته شد.
نسخه نهایی فیلمنامه استودیوی Circle Seven Animation توسط جیم هِرزفلد، نویسنده فیلمنامه ملاقات والدین نوشته شد. این فیلمنامه بر روی اسباب‌بازی‌های اندی تمرکز داشت که باز لایتیر خراب شده و او را به کارخانه‌ای در تایوان به نام Wocka-Wocka ارسال می‌کنند تا آن‌جا تعمیر شود. دیگر اسباب‌بازی‌ها امیدوار بودند که او در آن‌جا تعمیر شود. در حین جستجو در اینترنت، آن‌ها متوجه می‌شوند که تعداد زیادی از اسباب‌بازی‌های باز لایتیر در سراسر دنیا خراب شده‌اند و شرکت سازنده یک فراخوان گسترده برای بازگرداندن آن‌ها صادر کرده است. به دلیل ترس از نابودی باز، گروهی از اسباب‌بازی‌های اندی (وودی، رکس، اسلینکی، مستر پوتیتوهد، هم، جسی و بولسای) خود را به تایوان می‌فرستند و به مأموریت نجات باز می‌روند. در همین حین، باز با اسباب‌بازی‌های دیگری از سراسر دنیا ملاقات می‌کند که روزگاری محبوب بودند اما حالا فراخوانده شده‌اند، مانند رُزی، یک اسباب‌بازی پولیشی گرم و نرم؛ جید، یک عروسک قدبلند با لباس شب؛ داکس بلاستر یک اسباب‌بازی جدید از سری شخصیت‌های مبارز که قرار بود جایگزین باز لایتیر شود؛ و کامِت، حیوان خانگی و دستیار داکس بلاستر.
در ژانویه ۲۰۰۶، دیزنی، پیکسار را در یک قرارداد خریداری کرد و در نتیجه، مدیران پیکسار، ادوین کتمول و جان لستر، مسئولیت تمامی انیمیشن‌های دیزنی را بر عهده گرفتند. مدت کوتاهی پس از آن، استودیوی Circle Seven Animation بسته شد و نسخهٔ جایگزین داستان اسباب‌بازی ۳ که در آنجا در حال توسعه بود، لغو گردید.: 1  در ماه بعد، باب ایگر، مدیرعامل دیزنی، تأیید کرد که دیزنی در حال انتقال تولید فیلم به پیکسار است. گروه خلاق پیکسار که شامل جان لستر، اندرو استانتون، پیت داکتر و لی آنکریچ بود، ایده‌ای برای دنباله داستان اسباب‌بازی از سالیان قبل در سر داشتند. آنها مجدداً آن ایده را بررسی کردند و پس از اینکه متوجه شدند ایده به قدر کافی خوب نیست، آن را کنار گذاشتند. در روز اول آنها نتواستند به ایده جدیدی برسند، برای همین داستان اسباب‌بازی ۱ و ۲ را دوباره تماشا کردند و روز بعد، داستان جدیدی شروع به شکل گرفتن کرد و اندرو استانتون یک طرح کلی از داستان نوشت.
این داستان هیچ رد و نشانی از نسخه‌های فیلمنامه استودیو Circle Seven نداشت، زیرا سازندگان فیلم هیچ‌وقت این فیلمنامه‌ها را نخواندند. لی آنکریچ گفت: "نه از روی کینه، بلکه می‌خواستیم از نو شروع کنیم و تحت تأثیر کاری که آن‌ها کرده بودند قرار نگیریم." "ما هیچ‌کدام از کارهایی که آن‌ها انجام داده بودند را نگاه نکردیم. واقعاً نمی‌خواستیم هیچ چیزی از آن‌ها بدانیم." در فوریه ۲۰۰۷، جان لستر اعلام کرد که لی آنکریچ، کارگردان مشترک داستان اسباب‌بازی ۲، به عنوان تنها کارگردان فیلم انتخاب شده است (چرا که جان لستر در حال کار بر روی انیمیشن ماشین‌ها ۲ بود) و مایکل آرندت به عنوان نویسنده فیلمنامه معرفی شد. تاریخ انتشار موقتی فیلم نیز به عنوان ۲۰۱۰ اعلام شد.
لی آنکریچ، که از نیمه دوم سال ۲۰۰۶ با مایکل آرندت و همکاران دیگر بر روی توسعه داستان کار می‌کرد، گفت که فشار زیادی برای جلوگیری از ساخت «اولین فیلم ضعیف» برای پیکسار احساس می‌کرد، چون تا آن زمان تمامی فیلم‌های پیکسار هم از نظر نقد و هم از نظر تجاری موفق بوده بودند. در فوریه ۲۰۰۸، خط داستانی فیلم اعلام شد: «وودی کابوی و دوستان اسباب‌بازی‌اش پس از اینکه صاحبشان، اندی، برای رفتن به دانشگاه خانه را ترک می‌کند، به یک مرکز نگهداری از کودکان منتقل می‌شوند.»
در مراحل اولیه توسعه فیلم، پیکسار متوجه شد که فایل مدل کاراکترهای سه بعدی قدیمی، را می‌توانند باز کنند، اما نمی‌توانند ویرایش کنند و این مشکل سبب شد تا مدل‌ها از ابتدا ساخته شوند. برای ساخت صحنه شلوغ و پیچیده زباله‌دانی در نزدیکی پایان فیلم، بیش از یک سال و نیم تحقیق و توسعه صرف ایجاد سیستم‌های شبیه‌سازی لازم برای این صحنه شد.
به جای ارسال فیلمنامه به تام هنکس، تیم آلن و جان راتزنبرگر برای بررسی مجدد نقش‌هایشان، نسخه کامل استوری ریل به بازیگران در یک سینما نشان داده شد. این فیلم شامل استوری‌بوردهای متحرک با صداهای پیش‌ضبط شده، افکت‌های صوتی و موسیقی بود. پس از پایان پیش‌نمایش، بازیگران موافقت کردند که در فیلم حضور داشته باشند. تام هنکس برای مشارکت در فیلم ۱۵ میلیون دلار دستمزد گرفت، که بالاترین دستمزد دریافت شده برای یک بازیگر صدا بود.
آزمایشگاه دالبی اعلام کرد که داستان اسباب‌بازی ۳ اولین فیلمی خواهد بود که صدای محیطی ۷٫۱ کاناله سینمایی را خواهد داشت. بنابراین، حتی نسخه بلوری فیلم نیز صدای ۷٫۱ اصلی را شامل می‌شد، برخلاف دیگر فیلم‌ها که صدای آن‌ها برای نسخه بلوری به ۷٫۱ تبدیل شده بود.

## جوایز
| جایزه           | دسته‌بندی                                    | دریافت‌کننده(ها)                                  | نتیجه    |
| --------------- | ------------------------------------------- | ------------------------------------------------ | -------- |
| جوایز اسکار     | بهترین فیلم                                 | دارلا کی. اندرسون                                | نامزدشده |
| جوایز اسکار     | بهترین فیلم‌نامه اقتباسی                     | مایکل آرندت، جان لستر، اندرو استنتون و لی آنکریچ | نامزدشده |
| جوایز اسکار     | بهترین فیلم پویانمایی                       | لی آنکریچ                                        | پیروز    |
| جوایز اسکار     | بهترین ترانه اوریجینال                      | رندی نیومن                                       | پیروز    |
| جوایز اسکار     | بهترین تدوین صدا                            | مایکل سیلوز                                      | نامزدشده |
| جوایز بفتا      | بهترین فیلم‌نامه اقتباسی                     | مایکل آرندت                                      | نامزدشده |
| جوایز بفتا      | بهترین فیلم پویانمایی                       | داستان اسباب‌بازی ۳                               | پیروز    |
| جوایز بفتا      | بهترین جلوه‌های بصری                         | گیدو کوآرونی                                     | نامزدشده |
| جوایز گلدن گلوب | بهترین فیلم پویانمایی                       | داستان اسباب‌بازی ۳                               | پیروز    |
| جوایز گرمی      | بهترین موسیقی متن فیلم برای رسانه‌های تصویری | رندی نیومن                                       | پیروز    |